# Osthouse
Osthouse település Franciaországban, Bas-Rhin megyében. Lakosainak száma 955 fő (2022. január 1.). Osthouse Bolsenheim, Erstein, Gerstheim, Matzenheim és Uttenheim községekkel határos.

## Népesség
A település népességének változása:
| Lakosok száma | 911  | 922  | 939  | 924  | 925  | 930  | 924  | 934  | 955  |
|               | 2013 | 2015 | 2016 | 2017 | 2018 | 2019 | 2020 | 2021 | 2022 |